# Virupa
Virupa, nazývaný "Mistr dákyní" byl jedním z 84 mahásiddhů a mistr buddhismu vadžrajány v Indii.

## Život - legenda
V době, kdy starobylé bengálské říši vládl král Devápala, se ve východní provincii Tripura narodil Virupa. V mládí byl ordinován jako buddhistický mnich ve velké klášterní akademii v Somapuri, kde se připojil k více než 1000 mnichů ve studiu a meditaci.
Jako mladík Virupa obdržel iniciaci a zmocnění dákyně Vadžravárahí. Neustále se v meditaci snažil dosáhnout výsledku a recitoval mantru Vadžravárahí desetmilionkrát. Poté znovu, to vše ve dvanáctiletém cyklu. Ale nedostalo se mu žádných výsledků, ani znamení ve snu a jeho mysl byla znepokojena. Jednoho dne už byl tak deprimován, že hodil svou málu do latríny. „Co mají korálky společného se štěstím?“ zeptal se sám sebe. Večer toho významného dne, když přišel čas večerní meditace a on si zrovna uvědomil, že nemá svou málu, objevila se dákyně a vložila mu ji do dlaně. Poté mu předala toto učení: „Nejšťastnější dítě, neměj starosti, pokračuj v praxi s mým požehnáním. Zbav svou mysl návyku myšlení, že věci jsou buď tím či oním a opusť roztěkanost a kritické myšlenky. Vykliď zatemnění ze své mysli.“
Virupa prováděl praxi na Vadžravárahí po dalších dvanáct let a dosáhl nejvyšší realizace mahámudry. Od té doby také získal mnohé síly života a smrti a zvykl si pít alkohol a jíst maso, které mu jeho přátelé koupili a připravili.
Tak opustil Virupa mnišský život a stal se jogínem.
Virupa dosáhl nejvyššího vysvobození v čisté zemi dákyní.

## Citát
Spontánní realita vytvořená velkolepým symbolem je má.

Prosté spočinutí v podstatě věcí, bez přemýšlení, bez dosahování, bez já,

ušetřena propasti nihilismu pomocí sebe si vědomé existenciální zkušenosti,

ušetřena rájů eternalismu díky absolutní odpoutanosti,

tato realita je naplněním dokonalé bdělosti a čisté rozkoše.